# What Is Real and What Is Not
What Is Real and What Is Not — дебютный полноформатный студийный альбом американской панк-рок-группы Urinals, изданный 28 октября 2003 года лейблом Warning Label.

## Об альбоме
На обложке изображён эониум древовидный фаллической формы.
Тексты песен данного альбома охватывают все виды персонажей и ситуаций, которые «бывают одновременно и глупыми и драматическими». Иногда музыка «бестолковая» и имеет быстрый темп, иногда «меланхоличная и таинственная». Участники группы немного привнесли элементы прогрессивного рока и нью-вейва.

## Отзывы критиков
Джон Луерссен из AllMusic присудил данному альбому четыре звезды из пяти, похвалив за «глубоко-проницательные» тексты песен, и сказав, что Urinals являются «коллективом разумных людей».
Форрест  Хайнлайн IV из Punknews.org присудил данному альбому четыре с половиной звезды из пяти, похвалив за «большую фантазию, способность к широким, искусным аранжировкам», сказав, что у данного альбома «свой мир, своё звучание» и закончив фразой «эти три музыканта знают, как хорошо рассказывать свои истории». Также рецензент намекнул, что данный альбом не каждый сможет понять.

## Список композиций
Слова и музыка всех песен — написаны Баркером, Барреттом, Джонсом, за исключением: «Let A Little Dark Into Your Heart», «Cold», «Fun Pig», написанных Барреттом, Йохансеном и Джонсом, и «Jumbo», написанной Барри Гиббом.
| №                   | Название                                    | Длительность |
| ------------------- | ------------------------------------------- | ------------ |
| 1.                  | «Teach Me To Crawl»                         | 1:52         |
| 2.                  | «The Patient Believes»                      | 2:17         |
| 3.                  | «Let A Little Dark Into Your Heart»         | 3:22         |
| 4.                  | «I Make Love To Every Woman On The Freeway» | 1:53         |
| 5.                  | «Cold»                                      | 2:23         |
| 6.                  | «Jumbo»                                     | 2:11         |
| 7.                  | «Fun Pig»                                   | 2:45         |
| 8.                  | «Theme From "Sex Taxi"»                     | 2:07         |
| 9.                  | «Skygrifter»                                | 3:02         |
| 10.                 | «Cartophilia»                               | 3:28         |
| 11.                 | «Typical Tzar»                              | 2:06         |
| 12.                 | «In Praise Of The Fucked-Up Girl»           | 3:54         |
| 13.                 | «Baby Demons»                               | 2:00         |
| 14.                 | «Beautiful Again»                           | 2:05         |
| 15.                 | «What Is Real And What Is Not»              | 1:44         |
| Общая длительность: | Общая длительность:                         | 37:09        |

## Участники записи
Музыкальный коллектив
- Джон Джонс — вокал, бас-гитара
- Родерик Баркер — гитара, бэк-вокал, дизайн обложки
- Кевин Барретт — ударные
- Все вышеперечисленные — иллюстрирование

Дополнительный персонал
- Андре Кнехт — мастеринг
- Джон Глоговац — продюсирование
- Келл МакГрегор — арт-директор